# Parlamento modelo
El Parlamento modelo es un término usado para el parlamento del rey Eduardo I de 1295. Esta asamblea incluyó miembros del clero y la aristocracia, así como también de representantes de varios condados y municipios. Cada condado envió dos caballeros, dos burgueses fueron elegidos por cada municipio, y cada ciudad envió dos ciudadanos. Esta composición llegó a ser el modelo para parlamentos posteriores, de ahí el nombre. Un esquema similar fue usado en la convocatoria de Parlamento de De Montfort en 1265. Sin embargo, ese Parlamento, había sido convocado por Simón de Montfort, VI conde de Leicester, a mitad de la segunda guerra de los Barones contra Enrique III. El hecho que el mismo esquema sea adoptado por el rey (y por el hijo del rey Enrique III y herederos, quien había sofocado el levantamiento de Montfort) fue notable.